# 昂布里耶尔
昂布里耶尔（法語：Ambrières，法語發音：[ɑ̃bʁijɛʁ]）是法国马恩省的一个市镇，属于维特里勒弗朗索瓦区。

## 地理
昂布里耶尔（48°38'3"N, 4°50'15"E）面积10.07 平方千米，位于法国大東部大區马恩省，该省份为法国东北部内陆省份，北起阿登省，西北接埃纳省，西南接塞纳-马恩省，南至奥布省，东南接上马恩省，东临默兹省。
与昂布里耶尔接壤的市镇（或旧市镇、城区）包括：埃克拉龙-布罗库尔-圣利维埃、阿利尼库尔、拉讷维尔欧蓬、滨湖圣玛丽-尼斯芒、欧特维尔、朗德里库尔、萨皮尼库尔。

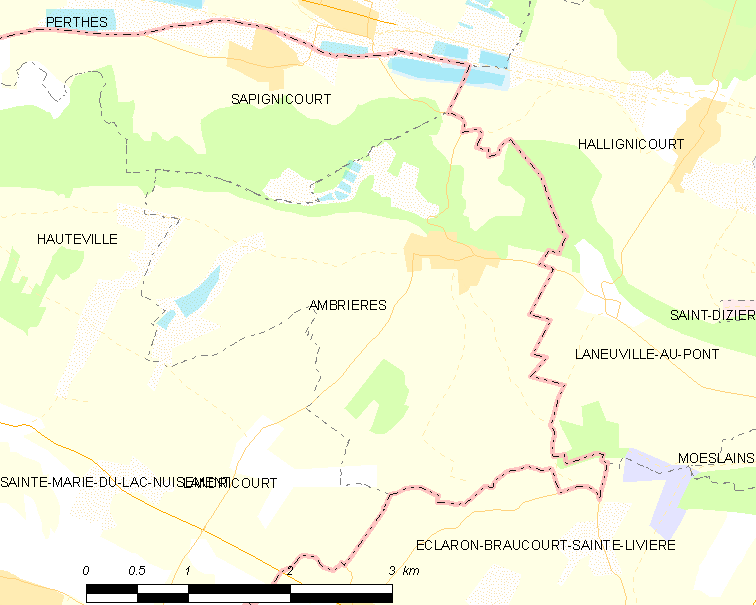
昂布里耶尔的OSM定位图

昂布里耶尔的时区为UTC+01:00、UTC+02:00（夏令时）。

## 行政
昂布里耶尔的邮政编码为51290，INSEE市镇编码为51008。

## 政治
昂布里耶尔所属的省级选区为塞迈兹莱班县。

## 人口

1962-2008年间昂布里耶尔人口变化图示

昂布里耶尔于2022年1月1日时的人口数量为212人。